# Antoine Germain Labarraque
Compléments
Chevalier de la Légion d'honneur
Antoine Germain Labarraque (né à Oloron-Sainte-Marie le 28 mai 1777 et mort à Galluis le 9 décembre 1850) est un chimiste et pharmacien français.

## Biographie
Antoine Germain Labarraque naquit le 28 mai 1777 à Oloron, dans le Béarn. Il est le fils de François Labarraque et de son épouse, Christine Sousbielle.
Labarraque est formé chez un pharmacien d'Orthez et puis à Saint-Jean-de-Luz pendant son service à l'Armée des Pyrénées Occidentales, dans les Grenadiers de la Tour d'Auvergne à ses moments de loisir de garnison. Il devient ensuite pharmacien en chef dans l'hôpital militaire de Bera en Espagne. Labarraque exerce ensuite à la pharmacie Féau à Montpellier puis à Paris, où il suit les cours de Guiard, père et fils, Morelot, Chéradame, et Vauquelin, et il est reçu maître pharmacien le 8 juin 1805. Il découvre les propriétés désinfectantes de l'eau de Javel qu'il recommandera sous forme diluée (appelé depuis Eau de Labarraque) dès 1825.
En 1824, Labarraque est appelé à aider après la mort du roi Louis XVIII, qui était mort de gangrène étendue. Le corps putréfié émettant une odeur nauséabonde bien avant la mort, que le chimiste a pu enlever en couvrant le corps avec un linge trempée dans de l’eau chlorée. 
Rapidement, l'eau chlorée devient une routine dans les hôpitaux, les lazarets, les prisons, les infirmeries (sur terre et en mer), les magnaneries, les écuries, les étables, ou pour les exhumations, l’embaumement, etc.
Il est fait chevalier de la Légion d'honneur par ordonnance du 29 octobre 1826. 
Lors de la Deuxième pandémie de choléra à Paris en 1832, de grandes quantités de chlorure de chaux ont été utilisées pour désinfecter la capitale. Il ne s’agissait pas simplement de chlorure de calcium moderne, mais de chlore gazeux dissous dans l’eau de chaux (hydroxyde de calcium dilué) pour former de l’hypochlorite de calcium (chaux chlorée). La découverte de Labarraque contribua à éliminer la terrible odeur de pourriture des hôpitaux et des salles de dissection, et, ce faisant, désodorisa efficacement le Quartier Latin de Paris. Beaucoup pensaient que ces "miasmes putrides" étaient responsables de la propagation de la "contagion" et de l'"infection" - deux mots utilisés avant la théorie des germes d’infection. 
En 1836, il est nommé au Conseil d'Hygiène publique et de Salubrité du département de la Seine.
En 1840, il retourne à Oloron. 
En 1847, eut lieu l’application la plus célèbre du chlore de Labarraque, quand Ignaz Semmelweis l'utilisa pour désodoriser les mains des médecins autrichiens passant des salles de dissection aux salles d’examen des patients. Semmelweis, encore bien avant la théorie des germes de la maladie, avait théorisé que les "particules cadavériques" transmettaient la décomposition des cadavres frais aux patients vivants. Utilisant les solutions de Labarraque comme la seule méthode connue pour éliminer l’odeur de décomposition. Par coïncidence, les solutions se sont avérées beaucoup plus efficaces en tant qu'antiseptiques que le savon. Cette découverte est un jalon important dans la découverte de l'antisepsie.  
Il décède le 9 décembre 1850 à Galluis (Seine-et-Oise, aujourd'hui dans les Yvelines). Depuis 1945, ses cendres reposent au cimetière du Père-Lachaise (10e division).

## Écrits
- L'Art du boyaudier. Mémoire qui a obtenu le prix fondé par M. le préfet de police, et proposé par la Société d'encouragement pour l'industrie nationale, Paris, Imprimerie de Madame Huzard, 1822, 138 p.
- Note sur une asphyxie produite par les émanations de matériaux retirés d'une fosse d'aisance. Suivie d'expériences sur les moyens de désinfection propres à prévenir de pareils accidents (lue à l'Académie royale de médecine le 12 mars 1825), Paris, Imprimerie de H. Fournier, 1825, 7 p.
- Manière de se servir du chlorure d'oxyde de sodium, soit pour panser les plaies de mauvaise nature, soit comme moyen d'assainissement des lieux insalubres et de désinfection des matières animales, Paris, Imprimerie de Madame Huzard, 1825, 4 p.
- De l'emploi des chlorures d'oxide de sodium et de chaux, Paris, Imprimerie de Madame Huzard, 1825, 48 p.